# Guitar Pro
Guitar Pro is tabulatuursoftware voor Windows en Mac OS X. Het is gemaakt door het Franse bedrijf Arobas Music.
Er zijn vier populaire, publieke en grote releases van de software: versie 3, 4, 5, 6, 7 en 8. Er zijn ook nog een paar kleinere releases waarbij de bugs zijn gerepareerd en sommige features zijn toegevoegd. Een licentie gaf gratis updates voor alle kleine releases. Als er een nieuwe versie uitkwam, konden de bezitters van de vorige versie hun software laten upgraden aan 50% van de prijs.
Tot versie 4 was de software alleen maar verkrijgbaar voor Windows. In november 2005 werd Guitar Pro 5 uitgebracht. Men deed een jaar lang pogingen voor een Guitar Pro 5 voor Mac OS X en die kwam er in juli 2006. Er zijn ook versies voor iOS (Apple) en Android.